# 고정관념

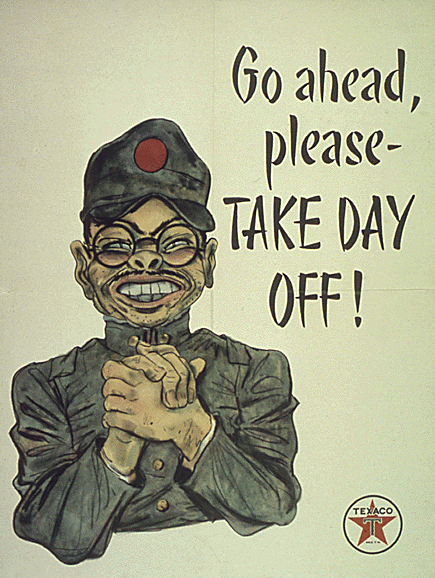

고정관념(固定觀念, 영어: stereotype)은 심리학 용어로, 사람이 어떤 생각 · 관념을 가질 때 그것이 잘못되어 누군가 설득을 하고 혹은 상황이 바뀌어도 당사자가 그 생각 또는 관념을 수정하지 않는, 지나치게 일반화되고(overgeneralized) 고착된 사고방식이다.
어떤 집단이나 사회적 범주 구성원들의 전형적 특징에 관한 신념이라고 정의할 수 있다. 고정관념은 사회나 인간이 지니고 있는 도식(schema)에 크게 의존한다. 여기서 도식이란 어떤 대상이나 개념에 관한 조직화되고 구조화된 신념이다.
인간은 사회화를 통해 각기 다른 문화 속에서의 신념체계를 습득하게 되고 이를 통해 문화에 대한 확고한 시냅스 연결이 뇌 속에 남게 된다. 이러한 사회화 과정 속에서 고정관념이 형성되게 된다. 고정관념은 어떤 사람의 인상을 형성하는 데 큰 영향을 미치고 거기에 선입견 또는 편견을 부과하기도 한다. 고정관념은 때로 분쟁이나 극단적인 인종차별 같은 여러 사회문제를 발생시키기도 한다.

## 원인
고정관념을 갖는 것은 선천적 원인이 아닌 학습에 의한 결과이다. 사회로부터 학습된 사회 관념에 대한 맹목적인 동조 때문이라고도 할 수 있다. 사회 관념은 고정 불변하며 당연하고 이론의 여지가 없는 것이며 앞으로도 영원히 변치 않을 것처럼 강요된다. 또 교육이나 미디어를 통한 의미화 과정을 거치게 되고 우리 하여금 부자연스러운 것으로 느낄 수 없도록 자연화되어 있다. 즉, 어떤 사회 속에서 자신도 모르게 고정관념을 갖게 된다. 그것을 거부하고 새로운 문화를 추구할 때에는 항상 크고 작은 억압, 징벌, 고통 등이 가해진다.

## 고정관념의 예

### 성별 · 신체적 특징
- 동성애자 - 2006년 11월에 의결된 국제 인권법에 관한 욕야카르타 원칙에서 이러한 고정관념은 편견과 차별의 요인이 되는 것이므로, 국가와 사회에 그 철저한 철폐를 요구하고 있다.
- 혈액형 성격설 - 차별적 요소가 다분히 포함되어 있지만, 일본과 대한민국 이외에 나라에서는 이러한 고정관념은 보이지 않는다. 과학적으로 입증된 예는 없다.

### 인종 · 국적 · 피부색 등
- 뉴욕 타임스는 미국인의 대표적인 고정 관념으로 욕심 많은 유대인, 비열한 중국인, 바보 영국인, 게으른 흑인 등을 들고 있다. 미국인의 인종 및 국적에 대한 고정관념은 영어 위키백과의 en:Stereotypes of groups within the United States를 참조.

## 고정관념의 사례
아시아인은 수학을 잘 하고, 흑인은 랩과 운동을 잘 하며 남자가 먼저 사랑을 고백해야 하고, 여자는 남자보다 약하다는 것 등이다. 기타 예시로 대한민국의 TV프로그램 대탈출3 아차랜드 편에서 멤버들은 범인이 남자라는 고정관념을 갖고 진행했지만 결론적으로 범인은 여자였다.

## 같이 보기
- 귀인 편향
- 기저율 오류
- 인지 편향
- 반향실 효과
- 민족중심주의
- 아비투스 (사회학)
- 낙인 이론
- 역할
- 희생양
- 직접추론
- 전형적 인물
- 성 역할
- 여성성
- 남성성

## 참고 자료
- 한규석. 《사회심리학의 이해》. 학지사. 2009년. ISBN 9788963301969
- 현성용 외. 《현대 심리학 입문》. 학지사. 2010년. ISBN 9788958917953
- 김창남. 《대중문화의 이해》. 한울아카데미. 2014년. ISBN 9788946049048